# Liste des Territoires, Villes et Villages Internet

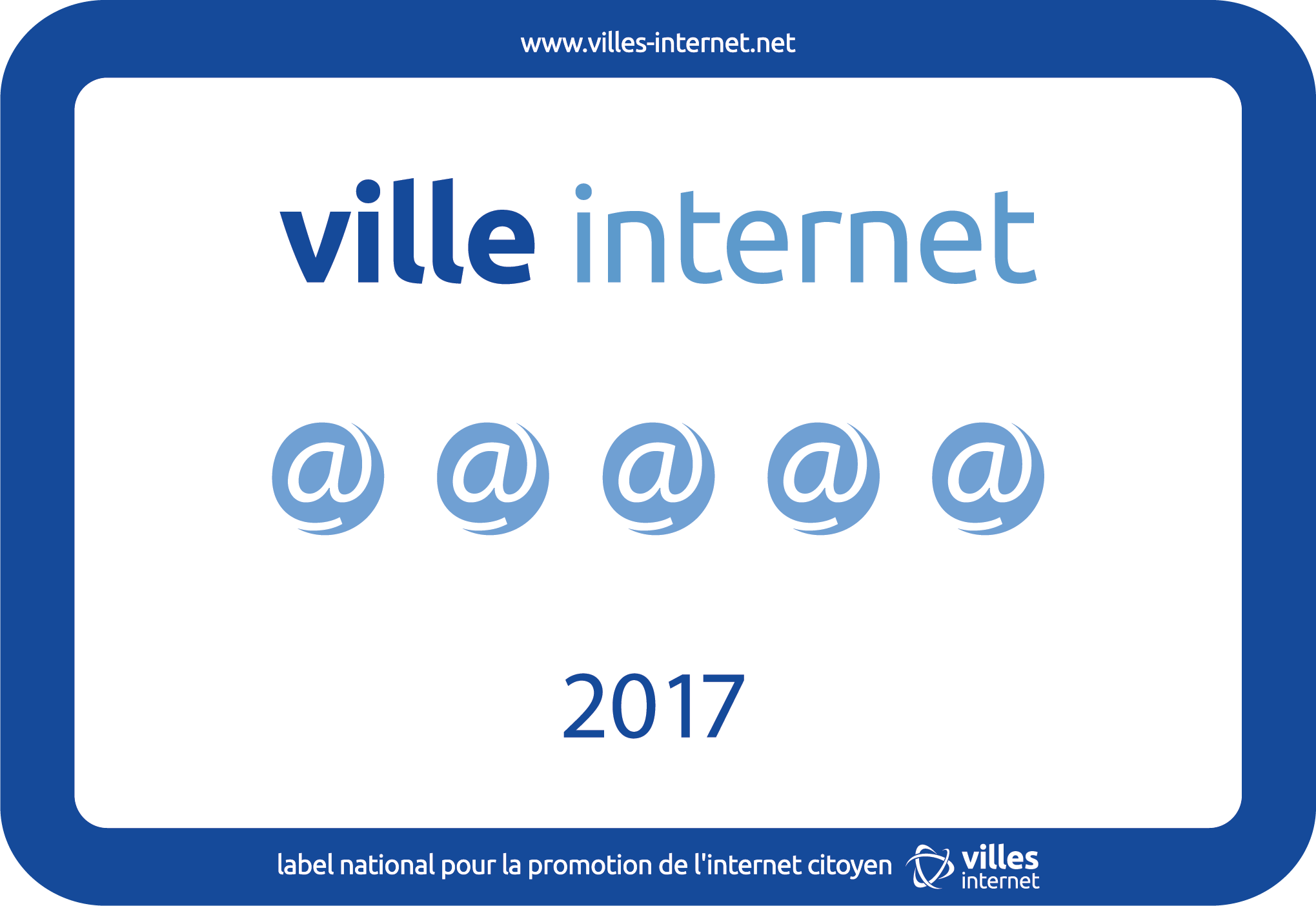
Panneau officiel indiquant une ville Internet labellisée 5 @ en 2017.

Le Label Ville Internet est remis chaque année aux collectivités qui inscrivent une politique Internet et numérique dans leur mission de service public. Ce label permet à la collectivité locale d'évaluer, de montrer et de faire reconnaître la mise en œuvre d'un internet local citoyen à la disposition de tous les habitants.
Lors de la cérémonie de 2022, 254 collectivités ont été labellisées.

## Palmarès des Villes Internet

### Les territoires, villes et villages Internet 2023
En février 2023, pour la 24e édition du label, 257 territoires, villes ou villages ont été labellisés.

### Les territoires, villes et villages Internet 2022
En février 2022, pour la 23e édition du label, 254 territoires, villes ou villages ont été labellisés.

### Les territoires, villes et villages Internet 2021
En février 2021, pour la 22e édition du label, 219 territoires, villes ou villages ont été labellisés.

### Les territoires, villes et villages Internet 2020
En février 2020, pour la 21e édition du label, 232 territoires, villes ou villages ont été labellisés.

### Les territoires, villes et villages Internet 2019
En janvier 2019, pour la 20e année du label, 234 territoires , villes ou villages ont été labellisés.

### Les territoires, villes et villages Internet 2018
En février 2018, 205 territoires, villes ou villages ont été labellisés.

### Les territoires, villes et villages Internet 2017
En 2016, la cérémonie de remise des prix s'est déroulée dans la Métropole européenne de Lille et 176 territoires, villes ou villages ont été labellisés, représentant 331 communes.

### Les territoires, villes et villages Internet 2016
En 2016, la cérémonie de remise des prix s'est déroulée à Montrouge (92) et 165 territoires ont été labellisés. Par ailleurs, on enregistre un net recul de 13,16 % entre 2015 et 2016 du nombre de lieux labellisés.
- Pradet (Var) @

### Les territoires, villes et villages Internet 2015
En 2015, la cérémonie de remise des prix s'est déroulée à Mérignac (Gironde) et 190 communes ou territoires ont été labellisés.
- Saint-André-lez-Lille (Nord) @

Voici la liste des territoires, villes et villages Internet de l'année 2015 :
- LFSO – base aérienne de Nancy - Ochey – Toul/Nancy (Meurthe-et-Moselle) – 337 m alt – 1 piste (militaire)

### Les Villes Internet 2014
271 collectivités ont été labellisées "Ville Internet 2014" par Cécile Duflot, ministre de l'Égalité des territoires et du Logement. L'association Villes Internet a célébré sa 15e cérémonie de remise, réunissant 600 acteurs de l'internet public territorial le 19 février 2014 à l'Hôtel de Ville de Paris.

### Autres références
- Message de Cécile Duflot, marraine du label Ville Internet 2013, Ministère de l'Égalité des territoires et du Logement http://www.territoires.gouv.fr/spip.php?article1441
- "www.villes-internet.net, un répertoire interactif des 163 communes de France candidates au label Villes Internet", Le Monde, 21 mars 2000, p. 38.
- "Internet Citoyen", Le Figaro no 17268, 17 février 2000, p. 32.